# Astronium nelson-rosae
Astronium nelson-rosae é uma planta é uma árvore do gênero Astronium, da família Anacardiaceae. Foi descrita em 1991. Atinge uma altura de 15 metros. Já foi observada no Distrito Federal, Goiás e Minas Gerais.
O epíteto específico é uma homenagem a Nelson de Araújo Rosa, do Museu Paraense Emílio Goeldi.
Está presente no Bosque John Kennedy, em Araguari, sudeste de Minas Gerais, sendo uma das cinco espécies arbóreas mais importantes para sua fitossociologia.